# 1903 у кіно

## Фільми

### Світове кіно
- Аліса у Дивокраї
- Королівство фей

## Персоналії

### Народилися
- 23 січня:
  - Фред Нібло, голлівудський сценарист (пом. 1973).
  - Александров Григорій Васильович, російський радянський кінорежисер і сценарист (пом. 1983).
- 17 січня —Воррен Галл, американський актор, співак і телеведучий (пом. 1974).
- 25 січня — Григор'єв Григорій Іванович, український звукооператор (пом. 1953).
- 27 січня — Козир Олександр Хомич, радянський і український кінорежисер (пом. 1961).
- 6 лютого — Долідзе Сіко Віссаріонович, радянський кінорежисер, сценарист грузинського походження (пом. 1983).
- 18 лютого — Микола Миколайович Бубнов, радянський актор театру і кіно (пом. 1972).
- 25 лютого — Філіппов Віталій Костянтинович, радянський і український кінооператор (пом. 1978).
- 28 лютого — Вінсент Міннеллі, американський режисер театру та кіно (пом. 1986).
- 28 березня:
  - Фиш Геннадій Семенович, російський радянський письменник, перекладач, кіносценарист (пом. 1971).
  - Чарльз Старретт, американський кіноактор (пом. 1986).
- 30 березня — Роже Юбер, французький кінооператор (пом. 1964).
- 4 квітня — Навроцький Сигізмунд Францевич, радянський і український кінорежисер, сценарист (пом. 1976).
- 7 квітня — Віллі Форст, австрійський актор, режисер, продюсер (пом. 1980).
- 9 квітня — Ворд Бонд, американський актор (пом. 1960).
- 18 квітня:
  - Титаренко Надія Калістратівна, українська радянська театральна артистка (пом. 1976).
  - Леонід Кінскі, американський актор театру, кіно і телебачення (пом. 1998).
- 2 травня — Каміл Ярматов, узбецький актор, сценарист, кінорежисер (пом. 1978).
- 8 травня — Фернандель, популярний французький комедійний кіноактор, співак (пом. 1971).
- 25 травня:
  - Шарль Спаак, французький кіносценарист (пом. 1975).
  - Бінні Барнс, англійська акторка (пом. 1998).
- 29 травня — Боб Гоуп, американський комік, актор кіно й драматичного театру, теле- і радіо-ведучий (пом. 2003).
- 21 червня — Альф Шеберґ, шведський актор, театральний і кінорежисер (пом. 1980).
- 23 червня — Луї Сеньє, французький театральний і кіноактор (пом. 1991).
- 25 червня — Енн Ревір, американська акторка (пом. 1990).
- 19 липня — Барбара Бедфорд, американська акторка (пом. 1981).
- 27 липня — Черкасов Микола Костянтинович, радянський актор театру і кіно (пом. 1966).
- 14 серпня — Бірило Степан Степанович, білоруський та радянський актор (пом. 1978).
- 19 серпня — Клод Дофен, французький актор (пом. 1978).
- 29 серпня — Файт Андрій Андрійович, російський і радянський кіноактор (пом. 1976).
- 11 вересня — Жан Оранш, французький сценарист та діалогіст (пом. 1992).
- 13 вересня — Клодет Кольбер, американська акторка кіно, театру й телебачення (пом. 1996).
- 4 жовтня — Строєва Віра Павлівна, російський режисер, сценарист (пом. 1991).
- 12 жовтня — Джозефін Хатчінсон, американська акторка.(пом. 1998).
- 7 листопада — Мілляр Георгій Францевич, радянський і російський актор (пом. 1993).
- 10 грудня — Уна Меркел, американська акторка (пом. 1986).
- 12 грудня — Одзу Ясудзіро, японський кінорежисер і сценарист (пом. 1963).
- 28 грудня — Калатозов Михайло Костянтинович, грузинський і радянський кінорежисер (пом. 1973).
- 29 грудня — Крістіан Матра, французький кінооператор (пом. 1977).